# Bloq Mayús

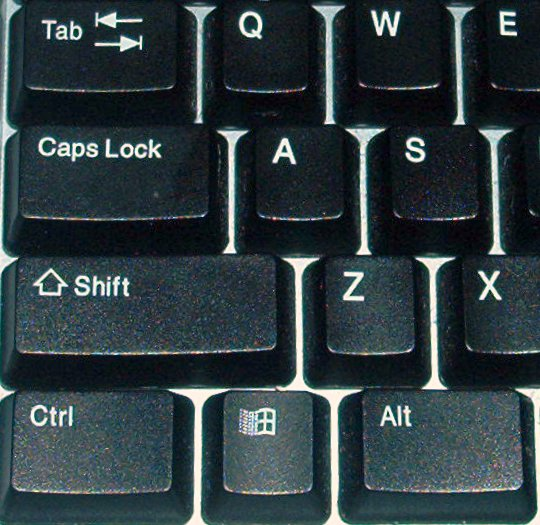
La tecla Bloq Mayús (Caps Lock) en un teclado moderno.

La Bloq Mayús («bloqueo de mayúsculas»), en inglés Caps Lock, es una tecla del teclado de computadora, que al pulsarla activará el modo en que las letras aparecerán predeterminadamente en mayúscula, y en minúscula cuando se pulse la tecla ⇧ Mayús (Shift); el teclado permanecerá en este modo hasta que la tecla ⇪ Bloq Mayús sea pulsada de nuevo.

## Bloq Shift
En los teclados WIRELESS, aunque el modo ⇪ Bloq Mayús predetermina letras mayúsculas, no afecta a otras teclas, como los números o la puntuación, de igual manera que lo hace la tecla ⇧ Mayús.
Existe una versión de ⇪ Bloq Mayús que afecta a todas las teclas como ⇧ Mayús en algunas disposiciones de teclados como la francesa AZERTY y en la alemana QWERTZ, y algunas computadoras antiguas como la Commodore 64; esta función se llama Bloq Shift. El origen de la función se encuentra en las máquinas de escribir mecánicas, donde la tecla ⇧ Mayús causaba que el aparato se «desplazara» (en inglés, shift) para producir mayúsculas y caracteres especiales. Existen algunos sistemas operativos que permiten utilizar la tecla ⇪ Bloq Mayús para una función similar.
En algunos países angloparlantes, una oración escrita en mayúsculas es considerada como de mala educación, por su similitud a gritar dentro del contexto social.
Sin embargo, en español las mayúsculas suelen usarse más, ya que a veces son requeridas por cuestiones de gramática. Por ejemplo, las cabeceras de diarios y revistas son escritas enteramente en mayúsculas. Las mayúsculas se usan también para expresar entusiasmo o énfasis por algo específico dentro del texto.
A un nivel más práctico, la escritura en mayúscula, como resultado de activar la tecla ⇪ Bloq Mayús, puede ser difícil de leer. Por esta razón no existen libros escritos así.
Teclado IBM PC/Compatible IBM PC/Microsoft Windows (distribución española).
- Datos: Q729752
- Multimedia: Caps lock keys / Q729752